# تقسیم استان تهران (۱۴۰۳)
تطرح تقسیم استان تهران به سه استان یکی از طرح‌های پیشنهادی وزارت کشور دولت ایران برای تقسیمات کشوری ایران است.

## استان تهران غربی
استان تهران غربی به مرکزیت شهر شهریار، نخستین بار توسط حسن نوروزی، نماینده رباط‌کریم در مجلس شورای اسلامی اعلام شد.

### شهرستان‌ها
| نام شهرستان      | جمعیت   | مساحت |
| ---------------- | ------- | ----- |
| شهرستان شهریار   | ۷۴۴٬۲۱۰ | ۳۳۶   |
| شهرستان رباط‌کریم | ۲۹۱٬۵۱۶ | ۲۹۳   |
| شهرستان بهارستان | ۵۳۶٬۳۲۹ | ۶۴    |
| شهرستان ملارد    | ۳۷۷٬۲۹۲ | ۹۳۰   |
| شهرستان قدس      | ۳۱۶٬۶۳۶ | ۸۲    |

### در صورت تصویب طرح
طرح تقسیم استان تهران ابتدا باید در دولت و سپس توسط مجلس شورای اسلامی تصویب شود. همچنین نهایتاً نظر شورای نگهبان مبتنی بر عدم مغایرت این طرح با قانون اساسی و شریعت اسلام، اعلام‌کننده اجرایی شدن این طرح خواهد بود.
پس از تصویب این طرح، استان تهران غربی با بیش از دو میلیون نفر (۲٬۲۶۵٬۹۸۳) جمعیت، سیزدهمین استان پرجمعیت ایران پس از استان گیلان خواهد بود.
همچنین با مساحتی برابر با ۱٬۷۰۵ کیلومتر مربع، کوچکترین استان ایران (سی و سومین) خواهد شد.

### پلاک خودرو
| شماره | حرف     | شهرستان                  |
| ----- | ------- | ------------------------ |
| ۳۰    | ب ق ن ی | شهریار، ملارد، قدس       |
| ۳۰    | ج و     | رباط‌کریم، بهارستان       |
| ۷۸    | ب ی     | اسلامشهر                 |
| ۷۸    | ج م     | رباط‌کریم، پرند، بهارستان |
| ۷۸    | د ه‍     | شهریار، ملارد، قدس       |
| ۲۱    | ج ق     | رباط‌کریم ،پرند، بهارستان |
| ۲۱    | د ط ل ه‍ | شهریار، ملارد، قدس       |
| ۳۸    | ج ط و   | شهریار، ملارد، قدس       |
| ۳۸    | ل       | رباط‌کریم، بهارستان       |

## استان تهران شرقی
استان تهران شرقی نیز به موازات استان تهران غربی، از شهرستان‌های ورامین، قرچک، پیشوا، و پاکدشت تشکیل خواهد شد. مرکزیت این استان با شهر ورامین خواهد بود.

### شهرستان‌ها
| نام شهرستان    | جمعیت   | مساحت |
| -------------- | ------- | ----- |
| شهرستان پاکدشت | ۳۵۰٬۹۶۶ | ۶۷۵   |
| شهرستان پیشوا  | ۸۶٬۶۰۱  | ۲۰۱   |
| شهرستان قرچک   | ۲۶۹٬۱۳۸ | ۹۰    |
| شهرستان ورامین | ۲۸۳٬۷۴۲ | ۱٬۵۴۱ |

### قرارگیری استانی
پس از تشکیل این استان، با جمعیت ۹۹۰٬۴۴۷ نفر، بیست و ششمین استان پرجمعیت ایران پس از استان زنجان خواهد بود.
همچنین با مساحت حدود ۲٬۵۰۷ کیلومتر مربع، سی و دومین استان ایران از لحاظ وسعت خواهد بود.